# Castillo de Broniszów

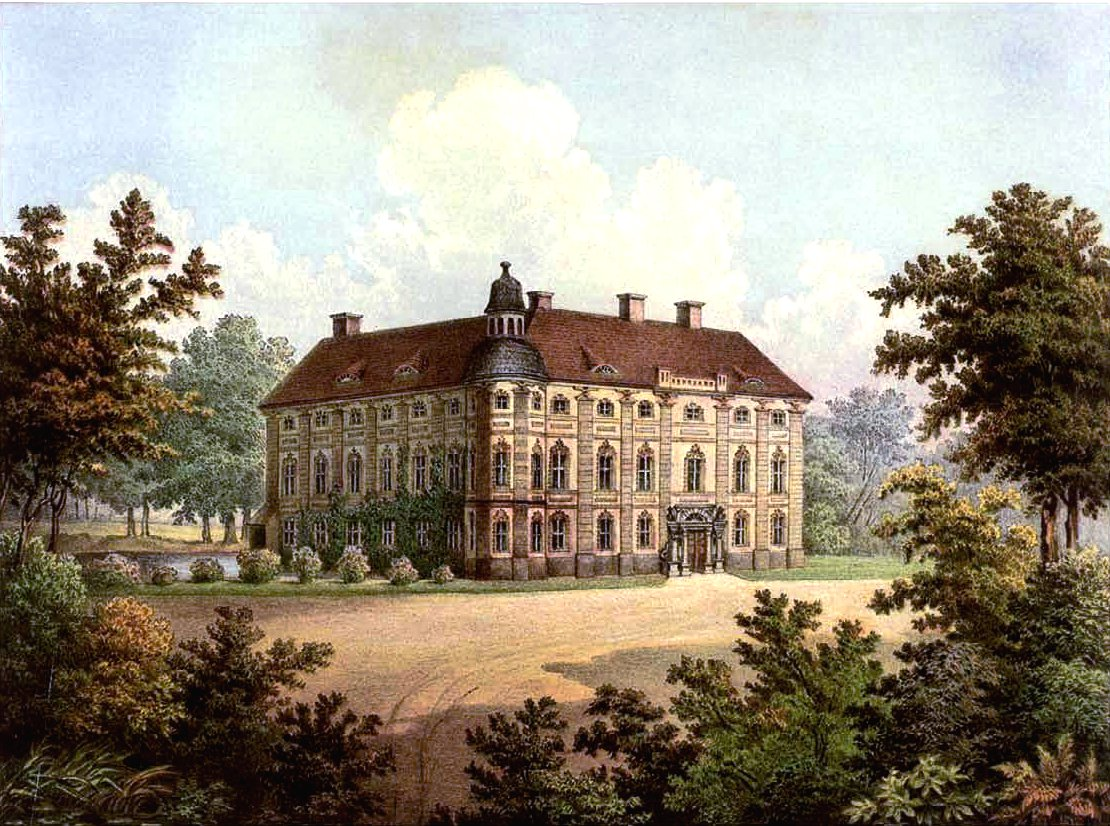
Schloss Brunzelwaldau en torno a 1860, colección Alexander Duncker.

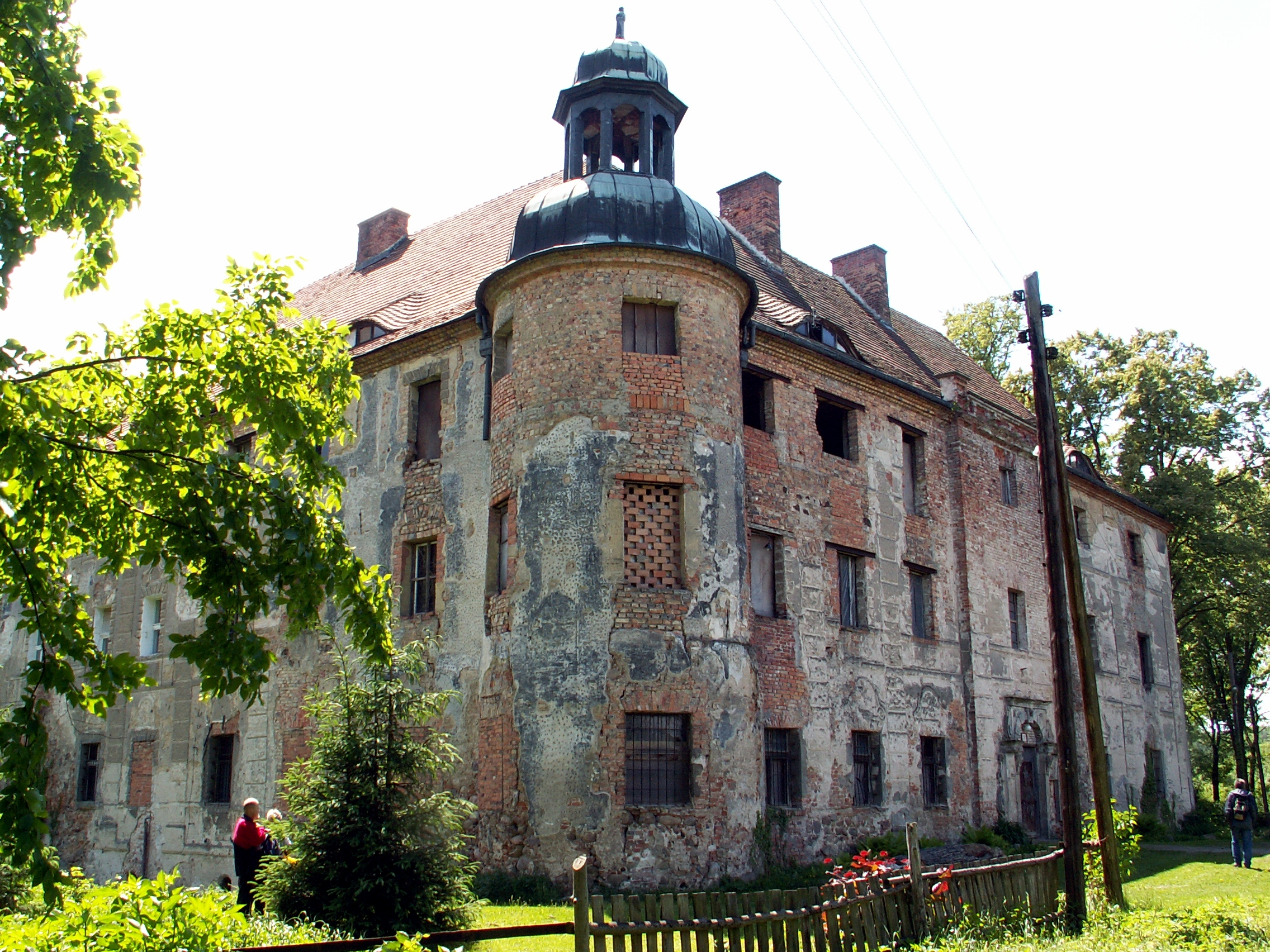
Castillo de Broniszów

El Castillo de Broniszów (en alemán: Schloss Brunzelwaldau; en polaco: Zamek w Broniszowie) es un castillo en Broniszów, Gmina Kożuchów, en el distrito de Nowa Sól, voivodato de Lubusz, en Polonia Occidental.
Construido originalmente en el siglo XII como castillo de caballeros, en los siglos XVI y XVII fue transformado en un edificio de la corte. El edificio renacentista de tres plantas de ladrillo y piedra con muros de torres neogóticas cerró en el siglo XIX. Desde 1986 el castillo celebra el Taller Nacional de Fotografía de Broniszów.